# Rosanna Munerotto
Rosanna Munerotto, née le 3 décembre 1962 à Santa Lucia di Piave, est une coureuse italienne longue distance spécialisée dans le marathon.

## Biographie
Rosanna Munerotto a remporté trois médailles, au niveau senior, aux compétitions internationales d'athlétisme. Elle a participé à deux éditions des Jeux olympiques d'été (1988 et 1992). Elle a eu 24 sélections en équipe nationale de 1984 à 1994. Elle était fiancée au médaillé d’argent des Jeux olympiques de 1988, Salvatore Antibo.

## Championnats nationaux
Elle a remporté une fois le championnat national individuel.
- 1 victoire en cross country (1993)